# غسان سكاف
غسان سكاف هو سياسي لبناني وجراح أعصاب، وعضو في مجلس النواب اللبناني عن دائرة راشيا، ورئيس قسم جراحة الأعصاب في الجامعة الأميركية في بيروت. كان مرشحًا في انتخابات نائب رئيس مجلس النواب اللبناني لعام 2022.